# Lepanthes rutkisii
Lepanthes rutkisii là một loài thực vật có hoa trong họ Lan. Loài này được Foldats mô tả khoa học đầu tiên năm 1968.